# Luis Moure Mariño
Luis Moure Mariño (Saviñao, Lugo, 1915-La Coruña, 6 de noviembre de 1999) fue un notario y escritor español en lengua gallega y castellana.

## Biografía
Nació en 1915 en la localidad de Escairón, perteneciente al municipio lucense de Saviñao. Estudió Derecho en Madrid. Fue profesor ayudante de Derecho político en Madrid y notario en Galicia. Falangista, tomó partido por los sublevados durante la guerra civil española; durante la dictadura franquista escribió para numerosos periódicos radicados en Galicia cómo El Pueblo Gallego, Faro de Vigo y La Voz de Galicia. 
Escribió su obra en castellano y en gallego. 
Ocupó el cargo de cronista oficial de la ciudad de Monforte de Lemos.

## Obras
En gallego
- — (1970). Sempre matinando.
- — (1980). Arredor da lareira.
- — (1990). Un feixe de contos.
- — (1992). A Galicia prodixiosa. As ánimas. As bruxas. O demo.

En castellano
- — (1938). Perfil humano de Franco.
- — (1939). Galicia en la guerra.
- — (1982). La desigualdad humana. Madrid: Fundación Cánovas del castillo.[3][n. 1]
- — (1961). Fantasías reales: memorias de un protocolo.
- — (1989). La generación del 36: Memorias de Salamanca y Burgos.
- — (1991). La corona de fuego y otras historias.